# Университет Румбека
Университет Румбека (араб. جامعة رمبيك‎), (аббревиатура RU от Rumbek University) — университет в городе Румбек (Южный Судан), который был основан в 2010 году. На данный момент предоставляет широкий спектр специальностей для студентов. Диплом аккредитируется Министерством Образования, Науки и Техники.

## Местоположение
Находится рядом со средней школой Румбека (в центре города), в 377 км к северо-западу от Джубы.

## История
Во время своего визита в штат Озёрный (англ. Lakes State) в феврале 2006 года президент Омар Аль-Башир пообещал построить здесь университет. Позже делегация Национального Фонда Поддержки Студентов (англ. National Fund for Students Care) прибыла в Румбек, чтобы обсудить с государственными органами допуски и меры по обустройству будущих студентов университета. В обсуждениях участвовали Бадр Эддин Мохамед и Абдель Мухаммед Ахмед из НФПС (англ. NFSC), профессор Сэмюэл Мачар, генеральный секретарь Университета Румбека и Гордон Дот, директор по связям с общественностью в Университете Румбека.
Для постройки университета было выделено 10 миллионов суданских фунтов.

## Факультеты
Имеет два факультета
- Экономический факультет
- Факультет педагогического образования